# Махабхарата
Махабхарата (Деванагари महाभारत, фонетски Mahābhārata), некад позната једноставно као Бхарата, је назив за један од два древна санскритска епа Индије - други еп је Рамајана. Представља другу по величини епску песму на свету (први је тибетански Еп о краљу Гесару). Осим што представља једно од највећих књижевних достигнућа човечанства, Махабхарата такође има велику верску и филозофску важност у Индији,; то је поготово случај с Бхагавад Гитом, чије једно од поглавља (Бхисхмапарва), представља централни свети текст хиндуизма.
Назив се може превести као „Велика Индија“ или, прецизније, „Велики спев династије Бхарата“ (бхарата значи потомство Бхарате, краља за кога се верује да је основао индијско краљевство Бхаратаварсха; „Бхарат“ данас ужива статус једног од службених имена за Индију у свим индијским државама и често се користи у свакодневном говору). Дело је део хиндуских итихасас, дословно „оног што се десило“, заједно с Пуранама и Рамајаном. Потпуна верзија садржи више од 100.000 стихова, чинећи је два пута дужом од Библије и седам пута дужом од Илијаде и Одисеје заједно.

## Време настанка дела
Е. В. Хопкинс, познати ауторитет из области индијске књижевности, сматра да се почеци староиндијског епског песништва могу сместити између 700. и 1700 година п. н. е., али о томе не постоје поуздани докази, тако да се може сматрати да почеци предања о Бхаратама сежу до раздобља ведских обредних дела брахмана, како је то утврдио Албрехт Вебер. Предања о Бхаратама и Курнима сакупљеним у епу Махабхарата су вроватно сакупљена пре 400. п. н. е..
Предања о Пандавама и полубожанству Кришни могла би да потичу из раздобља од 400. до 200. п. н. е. Прерада са Кришном као свеобухватним божанством и мноштвом поучне грађе могла је да уследи између 200. и 100. Претпоставља се да су последње књиге и почетак прве биле додате између 200. и 400. године. У истом раздобљу 13. књига је могла да се издвоји из 12. књиге и да се допуни поучном грађом. После тог раздобља оно што је додавано могли су да буду само појединачни додаци, исти они који су уклоњени из најновијег критичког издања.
У 5. веку се, наиме, на неким натписима већ спомиње Махабхарата као дело од сто хиљада стихова, дакле у опсегу који данас познајемо, а како се у епу спомињу Јаване, изворно Јонци, с којима су се Индијци први пут дошли у контакт у доба Александра Великог, текст какав данас имамо не може бити старији од 4. века п. н. е.
У својој књизи о Рамајани, Џ. Л. Брокингтон изложио је сличан преглед развоја другог великог староиндијског епа, сместивши почетак у 5. век п. н. е.
Рамајана је сигурно довршена пре Махабхарате али је вероватно млађа у зачецима. Стога се чини блиском истини суд Ј. А. Б. Бујтенена да се зачеци Махабхарате могу највероватније сместити негде у 8. или 9. веку п. н. е.
О времену настанка предмета Махабхарате свакако још треба додати да су археолози попут Б. Б. Лала и других откопали насеља која су идентификовали као Хастинапуру, стару престоницу Куруа, Ахићатру и Кампилју, градове Панћала, и друге познате локалитете из великог епа. Они показују културу раног гвозденог доба, одликују се посебним сивим сликаним грнчарством, а испитивање старости налаза помоћу угљеника Ц14 показује да потичу отприлике из раздобља око 1000. п. н. е..
То је вероватно и раздобље када су почеле да се певају песме о владарима Куруа и Панћала у непрекидном континуитету, јер би сваки привремени прекид у усменом преношењу песама кроз дуго раздобље њиховог стварања, сабирања и развоја велике песме о боју Бхарата из њих нужно изазвао и значајни губитак дела или читавог тог предања пре тренутка записивања. Но та су предања на свој начин још и данас жива, као што још и данас постоји град Матхура и још увек је средиште живог Кришниног култа, или као што име Индрапрастха и данас означава део Делхија око Старе тврђаве.